# 國際太空天文台
國際太空天文台（International Astrophysical Observatory "GRANAT"）是蘇聯（後來的俄羅斯）與法國、丹麥和保加利亞合作開發的太空觀測站。國際太空天文台於1989年12月1日搭乘質子火箭發射升空，並被送入一個高度偏心的軌道，軌道周期為四天，其中三天用於觀測。國際太空天文台運行了將近九年。
1994年9月，經過近五年的定向觀測，其姿態控制氣體耗盡，天文台進入非定向勘測模式。國際太空天文台傳輸最終於1998年11月27日停止。
國際太空天文台搭載有七種不同的儀器，用於觀測從X射線到伽瑪射線能量範圍內的宇宙。主要儀器SIGMA能夠對硬X射線和軟伽馬射線源進行成像。PHEBUS儀器用於研究伽馬射線爆發和其他瞬態X射線源。其他實驗（例如 ART-P）旨在對35至100keV範圍內的X射線源進行成像。其中一種儀器WATCH被設計用於連續監測天空並向其他儀器發出新的或有趣的X射線源的警報。ART-S光譜儀涵蓋了X射線能量範圍，而KONUS-B和TOURNESOL實驗則涵蓋了X射線和伽馬射線光譜。

## 外部連結
- 维基共享资源上的相關多媒體資源：國際太空天文台
- Official GRANAT Observatory homepages: English Russian
- NASA's HEASARC – Observatories – Granat
- Encyclopedia Astronautica: On This Day
- Global Telescope Network: Granat
- Gunter's Space Page: Granat (Astron 2)